# María Gabriela de Faría
María Gabriela de Faría Chacón  (Caracas, Venezuela, 1992. szeptember 11. –) venezuelai színésznő, énekesnő.

## Élete és pályafutása
1992. szeptember 11-én született Caracasban. Szülei Antonio de Faría és María Gabriela Chacón. 
Karrierjét 2002-ben kezdte a Trapos íntimosban. 2008-ban főszerepet játszott az Isa TKM című sorozatban. 2011-ben Mía szerepét játszotta a Grachiban.

## Filmográfia
| Év        | Cím                       | Szerep                       | TV stúdió                | Megjegyzés       |
| --------- | ------------------------- | ---------------------------- | ------------------------ | ---------------- |
| 2002      | Trapos íntimos            | María Fernanda "Marife" Lobo | RCTV                     | Telenovella      |
| 2003      | La señora de Cárdenas     | Különböző szerepek           | RCTV                     | Film             |
| 2005      | Ser bonita no basta       | Andreína Márquez             | RCTV                     | Telenovella      |
| 2006      | Túkiti, crecí de una      | Wendy                        | RCTV                     | Ifjúsági sorozat |
| 2006      | El don                    | Különböző szerepek           | Telemundo                | Sorozat          |
| 2007—2008 | Toda una dama             | Helena Trujillo Laya         | RCTV                     | Telenovella      |
| 2008—2010 | Isa TKM/Isa TK+           | Isabella "Isa" Pasqualli     | Nickelodeon              | Ifjúsági sorozat |
| 2009      | Premios MTV Latinoamérica | Műsorvezető                  | MTV                      | Valóságshow      |
| 2011      | Mentes en Shock           | Mara                         | Fox Latinoamérica        | Sorozat          |
| 2011—2013 | Grachi                    | Mía Novoa                    | Nickelodeon              | Ifjúsági sorozat |
| 2012      | El paseo 2                | Natalia Calvo                | Dago García Producciones | Film             |
| 2014      | Virgen de la calle        | Juana Pérez                  | Televisa, RCTV           | Telenovella      |
| 2014      | Roadrun                   | Olivia                       | Daniel Zirilli Director  | Film             |

## Díjak és jelölések
| Év   | Díj                          | Kategória                         | Telenovella          | Eredmény |
| ---- | ---------------------------- | --------------------------------- | -------------------- | -------- |
| 2006 | Premios Dos de Oro           | Legjobb fiatal színésznő          | Túkiti, crecí de una | Nyertes  |
| 2009 | Meus Prêmios Nick Brasil     | Az év lánya                       | Isa TKM              | Jelölés  |
| 2010 | Kids Choice Awards México    | Kedvenc női karakter a sorozatban | Isa TK+              | Nyertes  |
| 2010 | Kids Choice Awards México    | Kedvenc megjelenés                | Isa TK+              | Jelölés  |
| 2010 | Meus Prêmios Nick Brasil     | Kedvenc színésznő                 | Isa TK+              | Nyertes  |
| 2012 | Kids Choice Awards México    | Kedvenc gazember                  | Grachi               | Jelölés  |
| 2012 | Kids Choice Awards Argentina | Kedvenc gazember                  | Grachi               | Jelölés  |
| 2013 | Kids Choice Awards México    | Kedvenc gazember                  | Grachi               | Nyertes  |
| 2013 | Kids Choice Awards Argentina | Kedvenc gazember                  | Grachi               | Jelölés  |
| 2014 | Kids Choice Awards Colombia  | Házigazda                         | Önmaga               | Nyertes  |